# Rezerwat przyrody Parkowe
Rezerwat przyrody „Parkowe” – rezerwat leśny na Wyżynie Krakowsko-Częstochowskiej, położony w miejscowościach Złoty Potok i Siedlec (gmina Janów, powiat częstochowski, województwo śląskie). Znajduje się na terenie Parku Krajobrazowego Orlich Gniazd oraz obszaru siedliskowego sieci Natura 2000 „Ostoja Złotopotocka” PLH240020.
Rezerwat ma charakter leśno-krajobrazowy. Zarządzany jest przez Nadleśnictwo Złoty Potok. Został utworzony 3 września 1957 dla zachowania wzgórz wraz z fragmentami doliny Wiercicy, a także form skalnych i starodrzewia. Powierzchnia rezerwatu wynosi obecnie 234,13 ha.

## Historia rezerwatu
- w VIII w. istniał na tym terenie przedhistoryczny gród, usytuowany na wapiennym wzgórzu na terenie rezerwatu;
- w latach 1852–1858 teren dzisiejszego rezerwatu był własnością gen. Wincentego Krasińskiego, ojca Zygmunta;
- 1881 – powstaje pierwsza w kraju pstrągarnia;
- 1907 – początki rezerwatu – hrabia Raczyński ogranicza wyrąb lasu na tym terenie;
- 1927 – powstaje rewir rezerwatowy o nazwie „Parkowe” o powierzchni 105 ha;
- 1957 – zatwierdzenie rezerwatu „Parkowe” na powierzchni 153,22 ha[5];
- 1984 – powstaje projekt poszerzenia rezerwatu o kolejne 83 ha;
- 2011 – rezerwat zostaje powiększony do 234,13 ha[1].

(na podstawie opracowania Janusz Hereźniak Rezerwaty przyrody ziemi częstochowskiej.

## Opis
Na terenie rezerwatu wyróżniamy: łęg jesionowo-olszowy, grąd subkontynentalny, buczynę sudecką, ciepłolubną buczynę storczykową, kwaśną buczynę niżową, bory mieszane sosnowo-dębowe i świeży bór sosnowy. W obrębie rezerwatu znajdują się liczne ostańce, m.in. Diabelskie Mosty, Skała z Krzyżem, Brama Twardowskiego, a także jaskinie i schroniska (m.in. Grota Niedźwiedzia). We wschodniej części rezerwatu dwoma źródłami (Źródło Elżbiety i Źródło Zygmunta) wypływa rzeka Wiercica. Jest jeszcze Źródło Spełnionych Marzeń, a nad Wiercicą zabytkowy Młyn Kołaczew.
Flora (wybrane gatunki): buławnik czerwony, czosnek niedźwiedzi, lilia złotogłów, storzan bezlistny, żywiec dziewięciolistny.
Fauna (wybrane gatunki): wypławek alpejski, źródlarka karpacka, kozioróg dębosz, pstrąg tęczowy, pstrąg potokowy, gniewosz, myszołów włochaty, gołąb grzywacz, gołąb siniak, dzik, sarna.
Rezerwat nie posiada planu ochrony; na mocy ustanowionych w maju 2014 roku na okres 5 lat zadań ochronnych jego obszar objęto ochroną czynną.
W bezpośredniej bliskości rezerwatu „Parkowe”, w kierunku południowo-zachodnim znajduje się rezerwat „Ostrężnik”.

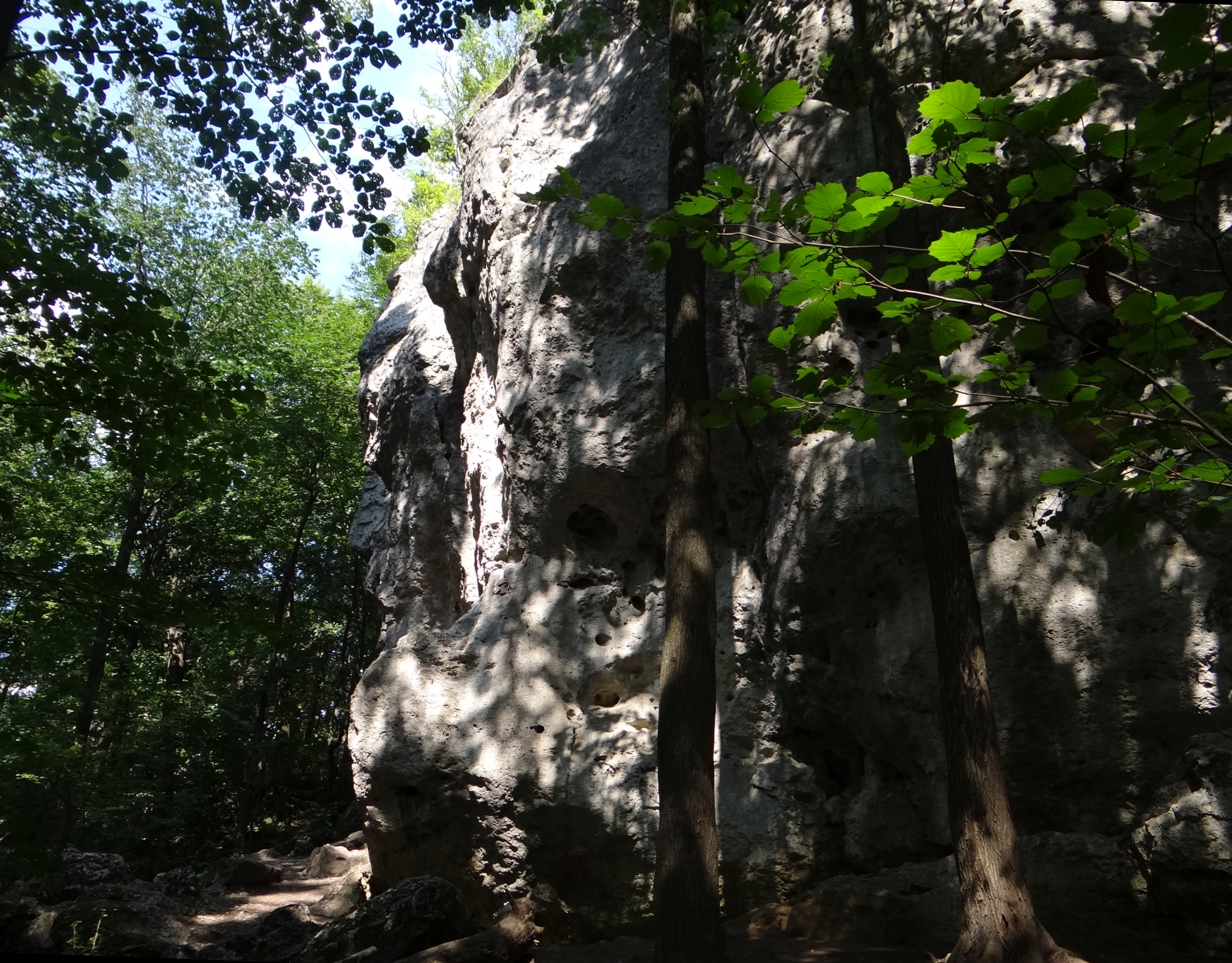
Diabelskie Mosty
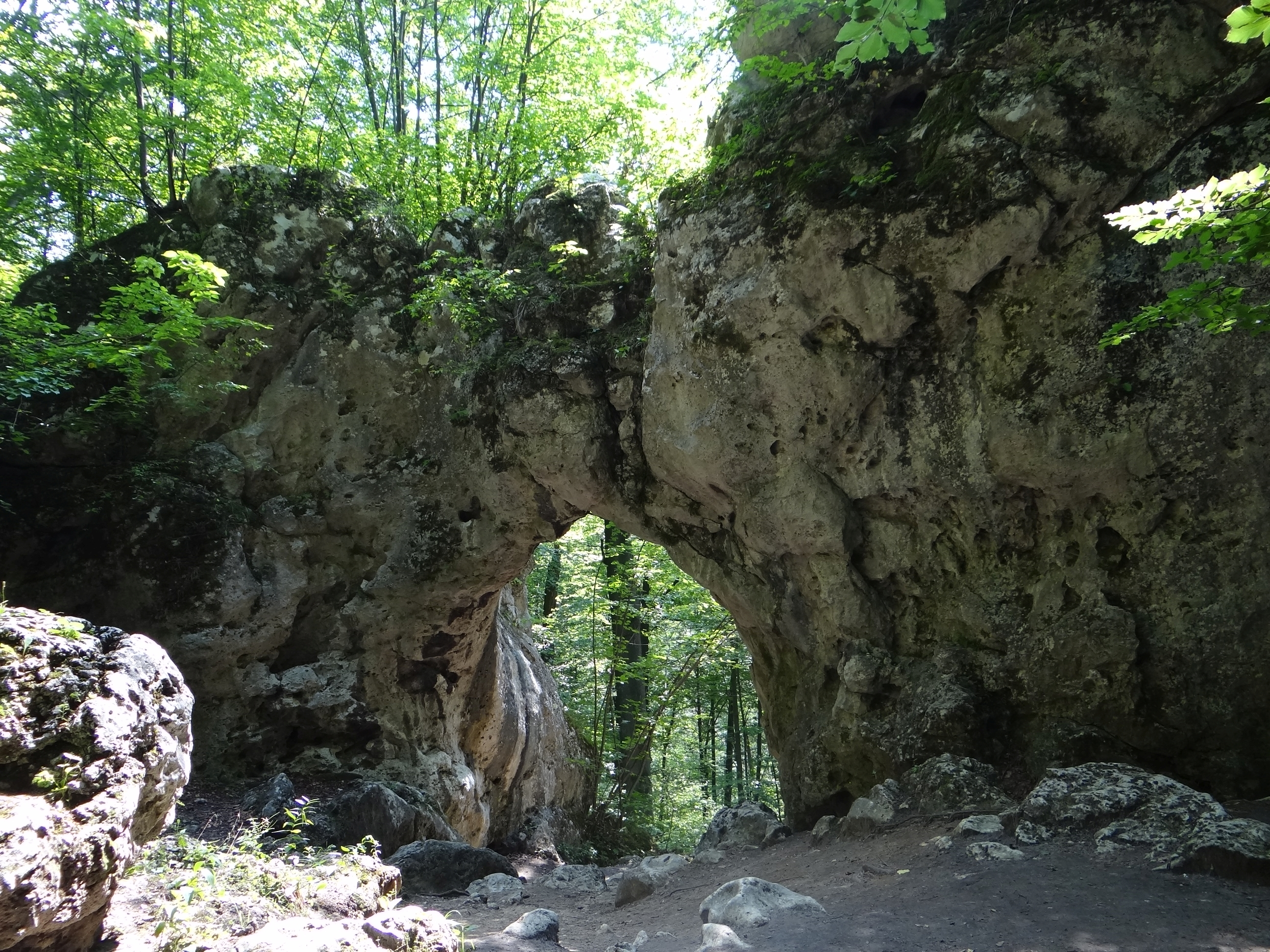
Brama Twardowskiego
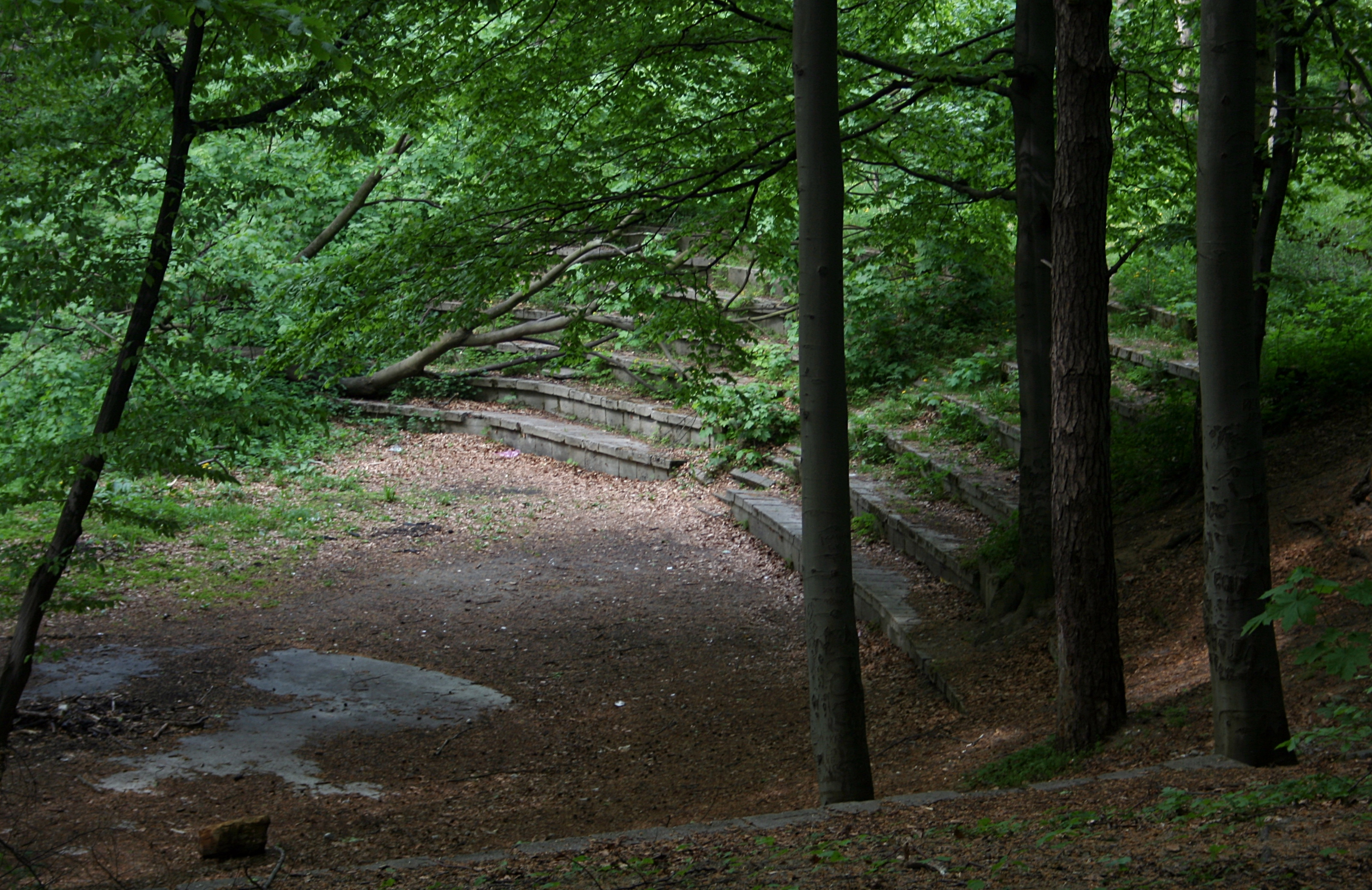
Amfiteatr